# 代姆河
代姆河（法語：Dême，法語發音：[dɛm]）是法国安德尔-卢瓦尔省与萨尔特省的河流，是卢瓦河的左支流，长32.7千米。它的源頭位於海拔160米的蒙托东，河口位於海拔47米的卢瓦河畔武夫赖。